# Gaius Iulius Celer
Gaius Iulius Celer war ein im 2. oder 3. Jahrhundert n. Chr. lebender Angehöriger der römischen Armee. Durch eine Weihinschrift für Iupiter Optimus Maximus, die in Apulum gefunden wurde, ist seine militärische Laufbahn bekannt.
Celer diente als Centurio in den folgenden Legionen (in dieser Reihenfolge): in der Legio IIII Scythica, die ihr Hauptlager in Zeugma in der Provinz Syria hatte, in der Legio XVI Flavia Firma, die ihr Hauptlager in Samosata ebenfalls in Syria hatte und zuletzt in der Legio XIII Gemina, die ihr Hauptlager in Apulum in Dacia hatte. Er wurde entweder als einfacher Soldat in die Legio IIII Scythica rekrutiert und stieg danach zum Centurio auf oder er trat bereits im Rang eines Centurios in die Armee ein.
Die Inschrift wird bei der EDCS und bei der EDH auf 151/270 datiert. James Robert Summerly datiert die Laufbahn von Celer in einen Zeitraum zwischen 118 und 240.